# Ensemble Ortskern Bergham

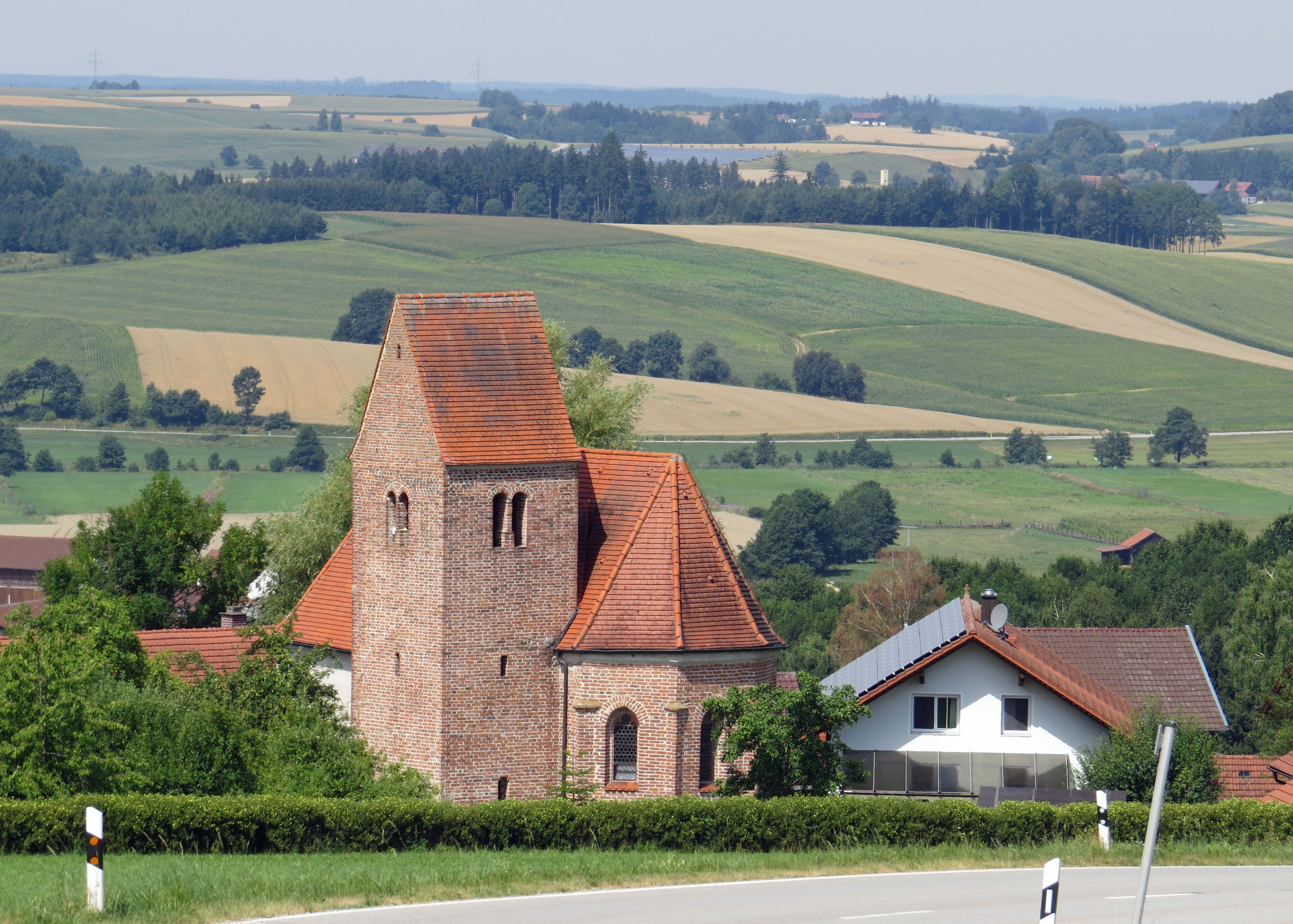
Kirche St. Stephan in Bergham

Das Ensemble Ortskern in Bergham, einem Gemeindeteil von Haarbach im niederbayerischen Landkreis Passau, ist ein Bauensemble, das unter Denkmalschutz steht.
Zum Ensemble gehören die kleinen, einer Gasse dicht zugeordneten Bauernanwesen und die kleine romanische Kirche St. Stephan. Es umfasst die Mitte des Kirchdorfes, zu dem auch noch einige Einzelhöfe gehören. 
Die Anwesen zu beiden Seiten der Gasse sind Dreiseit- oder Einfirst- oder unregelmäßige Hofanlagen von malerischer Erscheinung, die von kleinen Gärten umgeben sind. Die Wohnbauten sind meist Blockhäuser des 18. und früheren 19. Jahrhunderts, die mit ihren Flachsatteldächern trauf- oder giebelständig zur Gasse stehen. 
Besonderheiten zeigen vor allem das Haus Nr. 66, wo die Gasse mitten durch den Hof führt, und das Haus Nr. 8 mit seiner in den Hauskörper eingezogenen Tenneneinfahrt. 
Ein schmaler Durchgang leitet zur kleinen Dorfkirche hinauf, die das Ensemble überragt.

## Einzeldenkmäler
Siehe: Liste der Baudenkmäler in Bergham